# Maksim Toerov

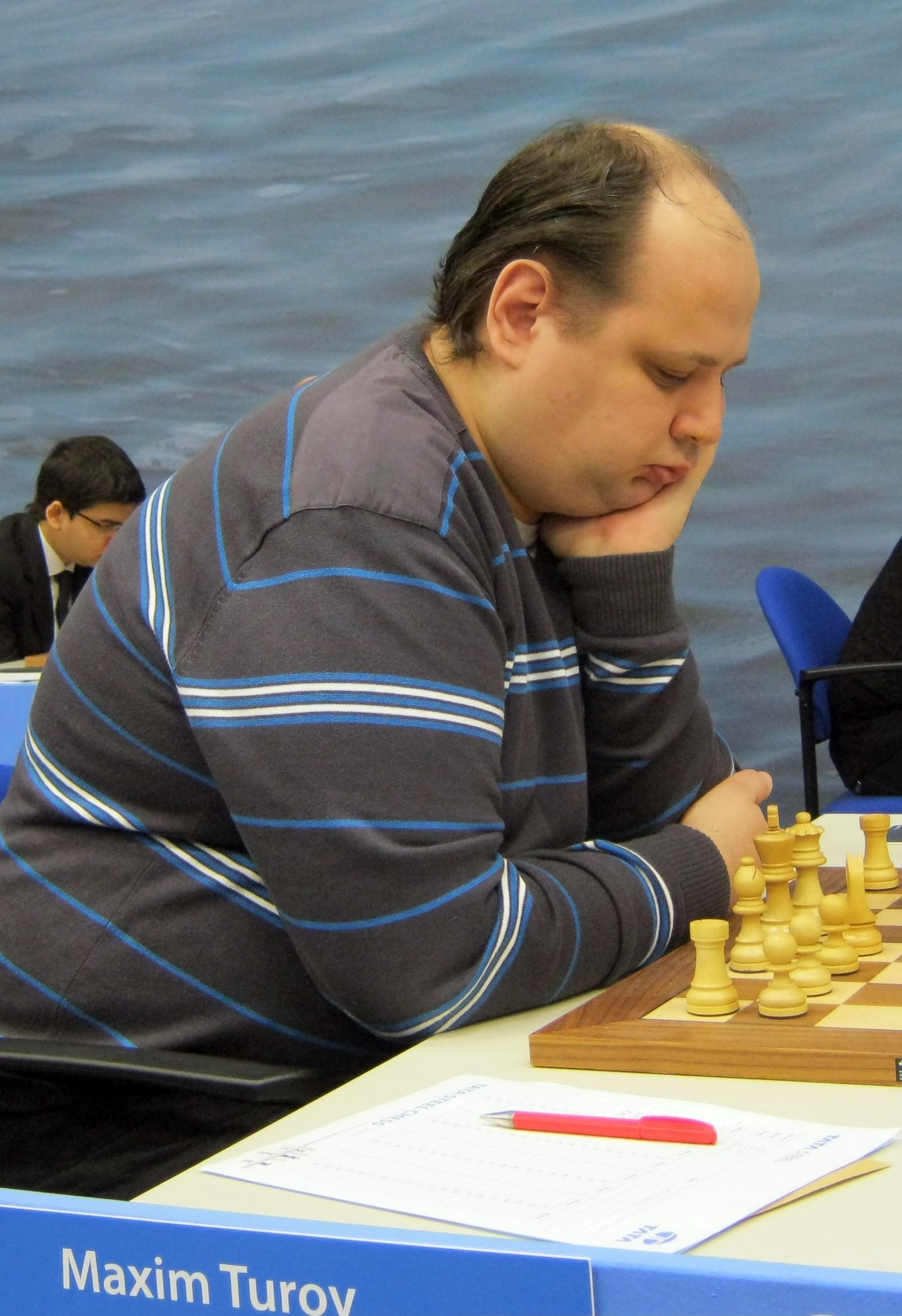
Maksim Toerov in 2012

Maksim Vladimirovitsj Toerov (Russisch: Максим Владимирович Туров) (Goekovo (Oblast Rostov), 7 december 1979) is een Russische schaker. Sinds 1999 is hij een schaakgrootmeester (GM).

## Resultaten
Turov nam in 1993 in Linares (Spanje) deel aan de eerste Schaakolympiade voor kinderen, en won met het Russische "A" team de gouden medaille. In november 1996 won hij het First Saturday GM-toernooi in Boedapest, in augustus 1997 eindigde hij 2e bij het First Saturday GM-toernooi in Boedapest, in 1998 werd hij 3e bij het Russische kampioenschap voor junioren tot 20 jaar in Sotsji. In 2001 won hij het COQ Open in Quebec.

In 2003 won hij het 28e Elekes Memorial in Boedapest en eindigde 2e bij het First Saturday GM-toernooi in Boedapest (juni 2003).
In augustus 2005 won Maksim Toerov met 7½ punt uit negen ronden het toernooi om het Open Kampioenschap van Nederland dat plaatsvond in Dieren. In december 2005 werd hij 2e bij het First Saturday GM-toernooi in Boedapest.

In 2008 won hij het Open Polar Circle toernooi in Salechard (Rusland) en het BDO-A toernooi in Haarlem. In 2009 werd hij gedeeld 1e-2e met Alexander Lastin in het Doroshkevich Memorial en gedeeld eerste met Marius Manolache in het Internationale Schaakfestival in Eforie-Noord (Roemenië). In datzelfde jaar won hij het 9e Nordhausen Open en het 25e Faaker See Open.
In 2010 won hij het Chennai Open, werd gedeeld 1e-4e met Sjarhej Zjyhalka, Rinat Jumabayev en Vitali Golod in het 4e Georgy Agzamov Memorial toernooi in Tasjkent (Oezbekistan), waarbij hij winnaar werd na tiebreak, en werd gedeeld 1e-6e met Dmitry Kokarev, Aleksej Drejev, Martyn Kravtsiv, Baskaran Adhiban en Aleksej Aleksandrov in het 2e Orissa Open toernooi in Bhubaneshwar (India).
In 2011 werd hij gedeeld 2e-6e met Konstantine Shanava, Mikhail Ulibin, Robert Hovhannisyan en Levon Babujian bij het 4e Karen Asrian Memorial in Dzjermoek (Armenië), eindigde hij gedeeld 2e-7e met Julio Granda Zuniga, Aleksandar Deltsjev, Ivan Šarić, Pablo Almagro Llamas en Mihail Marin bij het 31e Villa de Benasque Open (Spanje) en gedeeld 2e-7e met Deep Sengupta, Viacheslav Zakhartsov, Krisztian Szabo, Lev Gutman, David Berczes en Samuel Shankland bij het ZMDI (Zentrum Mikroelektronik Dresden) Schaakfestival in Dresden (Duitsland). In 2011 won hij voor de tweede keer het Open Nederlands Kampioenschap kampioenschap in Dieren.
In januari 2012 won Toerov groep C van het Tata Steel-toernooi in Wijk aan Zee, met 10.5 pt. uit 13. Later dat jaar, won hij opnieuw het Agzamov Memorial, na tiebreak tegen Mikheil Mchedlishvili en Anton Filippov.
In 2014 werd hij gedeeld 1e-3e met Jan Werle en Yuri Solodovnichenko in het Oslo Chess International GM-toernooi.

## Verenigingen
In de Russische competitie voor clubteams speelde Toerov in 1996 voor Don-Sdjuschor Rostow am Don, in 2006, 2008 en 2009 voor Sankt Petersburg, waarmee hij in 2008 en 2009 ook deelnam aan de European Club Cup.
In de Oostenrijkse bondscompetitie speelde hij in seizoen 2010/11 voor SK Baden, in de Noorse competitie speelde hij in seizoen 2014/15 voor Tromsø Sjakklub.

## Persoonlijk leven
Maksim Toerov is getrouwd met de Russische WGM (schaakgrootmeester bij de vrouwen) Irina Slavina.